# オースティン・ニコルズ
オースティン・ニコルズ（Austin Nichols,  1980年4月24日 - ）は、アメリカ合衆国の俳優である。

## 来歴
1980年、ミシガン州アナーバーに生まれる。1歳の頃にテキサス州のオースティンへ移り住み、18歳までそこで育った。父親は放射線医学の専門医で、母親は水上スキーヤーだった。高校卒業後はロサンゼルスへ渡り、2002年に南カリフォルニア大学で演劇を専攻して卒業。大学在学中の1999年からキャリアをスタートさせており、『CSI:科学捜査班』や『シックス・フィート・アンダー』などのドラマにゲスト出演している。2004年にはローランド・エメリッヒ監督の大作『デイ・アフター・トゥモロー』などへも出演し、注目され始めた。

## 私生活
アーティストのクレア・オズワルトと交際し、婚約までしていたが破局し、後に自身もレギュラーキャストとして出演したテレビドラマシリーズ『One Tree Hill』での共演者ソフィア・ブッシュとの交際を始めたが、2012年に破局が報じられている。

## 出演作品

### 映画
- Durango Kids (1999)
- ホリデイ・イン・ザ・サン Holiday in the Sun (2001)
- The Utopian Society (2003)
- デイ・アフター・トゥモロー The Day After Tomorrow (2004)
- ウィンブルドン Wimbledon (2004)
- 1/4life (2005) ※テレビ映画
- グローリー・ロード Glory Road (2006)
- Lenexa, 1 Mile (2006)
- Thanks to Gravity (2006)
- ハウス・オブ・アッシャー ～アッシャー家の崩壊～ The House of Usher (2006)
- インフォーマーズ　セックスと偽りの日々 The Informers (2008)
- Prayers for Bobby (2009) ※テレビ映画
- 4デイズ Unthinkable (2010)
- ビューティフル・ボーイ Beautiful Boy (2010)
- ファイブ/ ある勇敢な女性たちの物語 Five (2011) ※テレビ映画
- LOL ～愛のファンタジー～ LOL (2011)
- One Tree Hill: Always & Forever (2012)
- パークランド/ ケネディ暗殺・真実の4日間 Parkland (2013)

### テレビドラマ
- スライダーズ Sliders (1999)
- Odd Man Out (1999)
- CSI:科学捜査班 CSI: Crime Scene Investigation (2001)
- Family Law (2001)
- Watching Ellie (2002)
- Wolf Lake (2002)
- シックス・フィート・アンダー Six Feet Under (2002)
- パサデナ Pasadena (2002)
- シースパイズ She Spies (2003)
- Surface (2005, 2006)
- CSI:マイアミ CSI: Miami (2006)
- デッドウッド 〜銃とSEXとワイルドタウン Deadwood (2006)
- John from Cincinnati (2007)
- Friday Night Lights (2007)
- One Tree Hill One Tree Hill (2008 - 2012)
- The Mob Doctor (2012, 2013)
- エージェント・オブ・S.H.I.E.L.D. Agents of S.H.I.E.L.D. (2013)
- レイ・ドノヴァン ザ・フィクサー Ray Donovan (2013, 2014)
- The Temp Agency (2014)
- ウォーキング・デッド The Walking Dead (2015-2016)
スペンサー・モンロー
シーズン5：サブ・キャスト
シーズン6-7：メイン・キャスト
- ベイツ・モーテル Bates Motel (2017)

## 参照
1. 1 2  “Austin Nichols Biography”. 2014年7月21日閲覧。
2. ↑  https://www.cinematoday.jp/news/N0039509